# Stazione di Gricignano-Teverola
La stazione di Gricignano-Teverola è una stazione ferroviaria posta all'incrocio delle linee Napoli-Foggia e Villa Literno-Cancello.
Situata fra il Naval Support Activity Naples di Gricignano e la zona industriale (ASI) dell'area nord aversana, serve i centri abitati Gricignano di Aversa e Teverola ed è piuttosto vicina al centro di Carinaro.

## Storia
Originariamente era una semplice fermata sulla Napoli-Foggia, dal 1928 crebbe di importanza con l'apertura del raccordo tra questa stazione e quella di San Marcellino-Frignano, iniziando ad essere attraversata dai treni che da Roma si dirigevano verso la Puglia senza dover fare l'inversione di marcia ad Aversa e diventando una stazione e un posto di movimento. In seguito allo sviluppo, negli anni 1980, della vicina area industriale, divenne capolinea di un breve raccordo per il traffico merci per questa area, dismesso tra il 2011 e il 2012. Era inoltre presente un raccordo per un magazzino dell'Esercito Italiano.
Da essa si diparte anche un'interconnessione ("baffo di Gricignano") per la linea ad alta velocità Roma-Napoli, e dal 2005 al 2010 la stazione è stata, quindi, attraversata anche dai treni ad alta velocità.

## Strutture e impianti
La stazione dispone di 3 binari per il servizio passeggeri, muniti di marciapiede e collegati tramite sottopassaggio, ed un fabbricato viaggiatori; oltre ad altri binari e tronchini scarsamente utilizzati, che costituiscono quanto resta dei 20 binari che attraversavano la stazione dopo la costruzione del raccordo con l'area industriale.

## Movimento
La fermata è servita da treni regionali svolti da Trenitalia nell'ambito del contratto di servizio stipulato con la Regione Campania.
Nel 2007, il traffico giornaliero medio era di 52 unità.